# Pettigo
Pettigo (scritto a volte Pettigoe, in gaelico irlandese Paiteagó) è un piccolo villaggio del Donegal, nella Repubblica d'Irlanda, situato a ridosso del confine con l'Irlanda del Nord. La popolazione è di 424 abitanti.

## Posizione
Pettigo è situato in una posizione particolare della propria contea, immediatamente a ridosso del confine con l'Irlanda del Nord.
Parte dell'abitato, conosciuto ufficialmente come Tullyhommon nel Regno Unito altro non è che un'estensione dell'abitato che sorge oltre il fiume Termon, che costituisce il confine fra i due stati in quell'area. Localmente l'area di Tullyhommon è conosciuta semplicemente come High Street, essendo posta sulle pendici di una piccola collina che si trova rialzata rispetto a Pettigo, come fosse pertanto soltanto un'area abitativa dello stesso villaggio. L'area all'interno dell'Eire è divisa in tre semplici strade, Main Street, Market Street e Station Street, che confluiscono tutte nel piazzale centrale, il Diamond (tipico dei villaggi del Donegal di origine vichinga). Una delle curiosità più particolari di Pettigo è la possibilità di spedire corrispondenza usando le poste britanniche o irlandesi e imbucando quindi nella cassetta rossa o verde della posta facendo una camminata di meno di due minuti.
La vicinanza sia con le zone più interessanti del Fermanagh che del resto del Donegal meridionale, fa di Pettigo infatti un'ottima base di partenza per varie esplorazioni. Inoltre il vicino Lough Derg, con il celebre St.Patricks' Purgatory su Station Island, è situato nel cosiddetto Pettigo Plateau, un altopiano desolato di torbiere accessibile dal villaggio. Il lago dista soltanto sette chilometri.

## Storia
Originariamente una market town posta sulla ferrovia tra Enniskillen e Bundoran, Pettigo ha visto stravolgere la sua posizione nel XX secolo prima dalla Partition of Ireland, dove si ritrovò a perdere le zone circostanti divenute parte di uno stato straniero; successivamente della chiusura della ferrovia nel 1957. La stazione, abbandonata, è ancora oggi visibile e visitabile a poca distanza dal centro. Infine i Troubles hanno determinato spesso i blocchi di circolazione e di commercio con le vicine contee di Tyrone e Fermanagh portando ad un impoverimento e ad una emigrazione costante dall'abitato. Solo in tempi recenti il centro ha ricominciato ad essere un punto di riferimento delle aree circostanti per commercio e turismo. 

## Luoghi d'interesse
Nonostante l'esigue dimensioni di Pettigo, ci sono vari luoghi interessanti sia nell'abitato che nelle immediate circostanze. Oltre al già citato Lough Derg e alle campagne limitrofe, è da annoverare senz'altro il Castle McGrath, costruito nel XVII secolo e nel quale il vescovo Bishop Miler McGrath passò gran parte della sua vita. Il castello è provvisto perfino di un tunnel per la fuga verso il fiume. Il castello fu assediato e occupato nella ribellione del 1641 e poi abbandonato. In seguito sia la tenuta che il maniero vennero acquistati dalla famiglia Leslie del Monaghan che controllò l'area fino al XX secolo.
Molto interessante è anche il mulino di Pettigo, costruito sempre dai Leslie. Si hanno tracce della costruzione dal 1767, ma è probabilmente molto più antico. Il mulino riceve forza dal fiume Termon e si pensa fosse utilizzato per le vesti ma è più probabile che contenesse anche grano e cereali. Durante la carestia, sicuramente lavorò molto mais, che veniva poi spedito alle popolazioni povere tramite il porto di Ballyshannon, in particolare negli anni 1845 e 1846. Dopo l'arrivo della ferrovia a Pettigo, che aprì nel 1860, il mulino divenne in parte anche una segheria, in particolare nota per produrre timbri e scatole per uova. Le uova venivano poi spedite via treno a Belfast, Dublino ed anche Inghilterra e Scozia. La produzione di scatole per uova ebbe particolare fortuna perché la gente le utilizzava per trasportare le uova come forma di pagamento nei negozi quando non aveva a disposizione denaro.

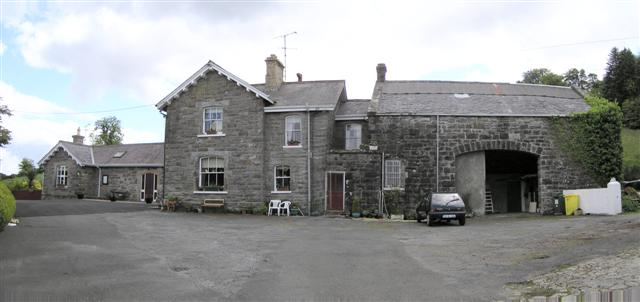
La vecchia stazione abbandonata
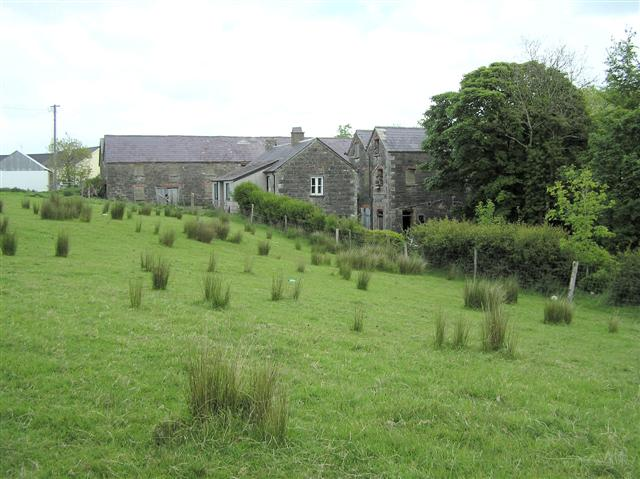
Il mulino